# Carlo Brighi
Carlo Brighi (Savignano di Romagna, 14 ottobre 1853 – Forlì, 2 novembre 1915) è stato un violinista e compositore italiano.
Conosciuto come Zaclén, è considerato il capostipite del genere musicale popolare che prese il nome di liscio romagnolo.

## Biografia
Nato in una famiglia contadina nella frazione Fiumicino di Savignano di Romagna (oggi Savignano sul Rubicone), era chiamato E' Zaclén o Zaclòin, cioè anatroccolo forse per la sua andatura dinoccolata o più probabilmente per la sua passione per la caccia alle anatre. La passione del padre, violinista, influenza Carlo, che iniziò a studiare il violino da autodidatta. Giunto all'adolescenza, riuscì a convincere il padre a proseguire gli studi.
Nel suo periodo di formazione Brighi ebbe, a quanto se ne sa, tre maestri. Il primo fu Ferdinando Pedretti, clarinettista, poi Dionisio Abbati, direttore della banda cittadina di Savignano sul Rubicone, e Antonio Righi, insegnante di violino a Cesena. Non è noto se Brighi abbia seguito regolari corsi oppure si sia avvalso dell'aiuto dei tre insegnanti per periodi limitati.
La sua bravura lo portò a suonare nei teatri dell'opera. Si sposò con Celestina Gozzi; la coppia ebbe due maschi (Emilio, Attilio) e tre femmine (Ida, Angelina, Luisa). Negli anni tra il 1870 e il 1890 non era infrequente, in Romagna, che lo stesso musicista suonasse sia nei teatri (musica colta) che nelle sale da ballo (musica d'intrattenimento).
Brighi non sfuggì alla regola: nelle stagioni 1883-1884 e 1889-90 fu impegnato, tra i primi violini, nell'orchestra del Teatro Comunale di Cesena. Durante la sua attività nei teatri d'opera, Brighi fece parte delle orchestre dirette da Guglielmo Zuelli, Giovanni Bolzoni e Arturo Toscanini
.
Dopo il 1890 non appaiono più notizie di un suo impegno nella musica colta.

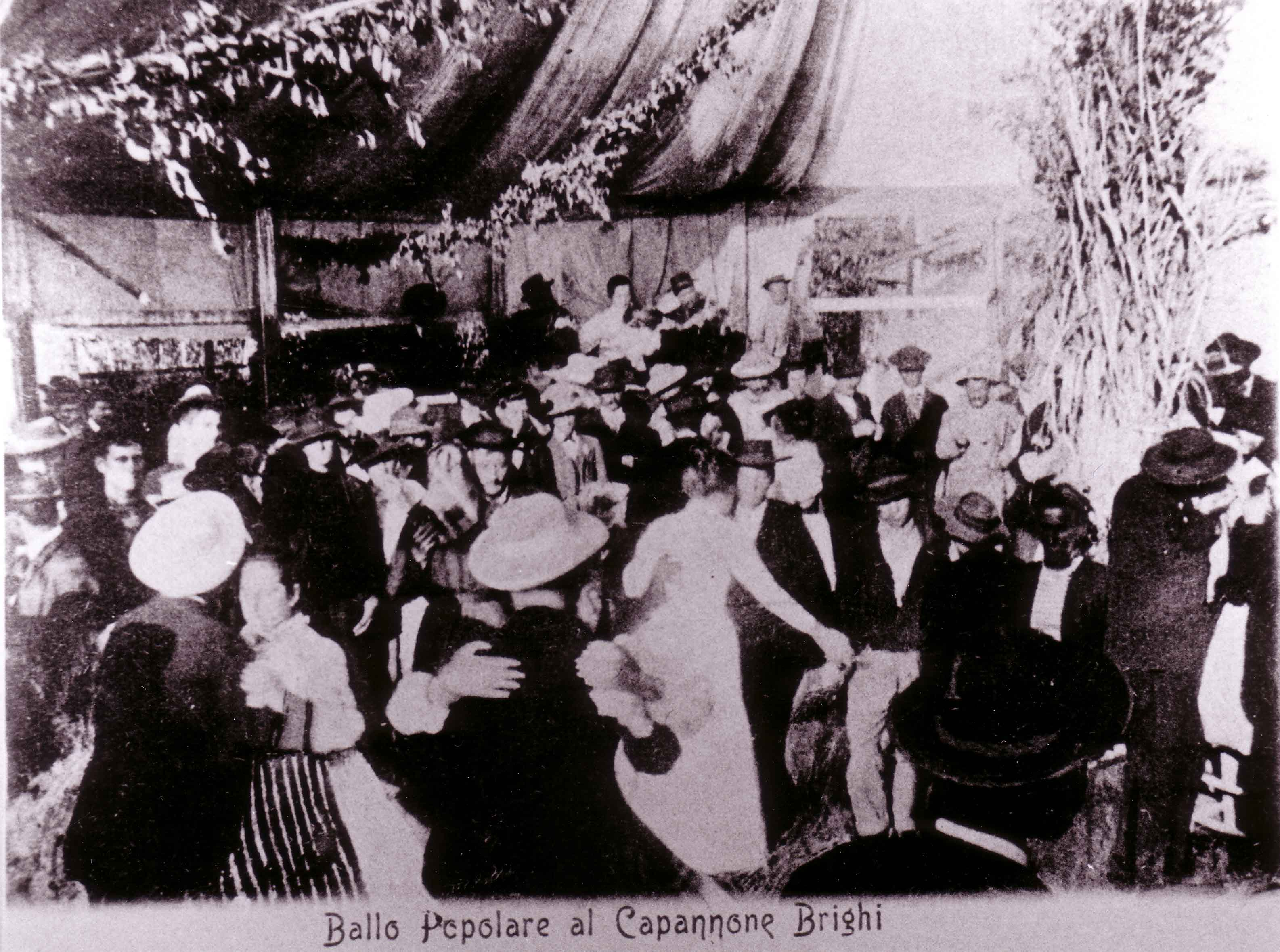
Balli di folclore popolare al «Capannone Brighi» di Bellaria

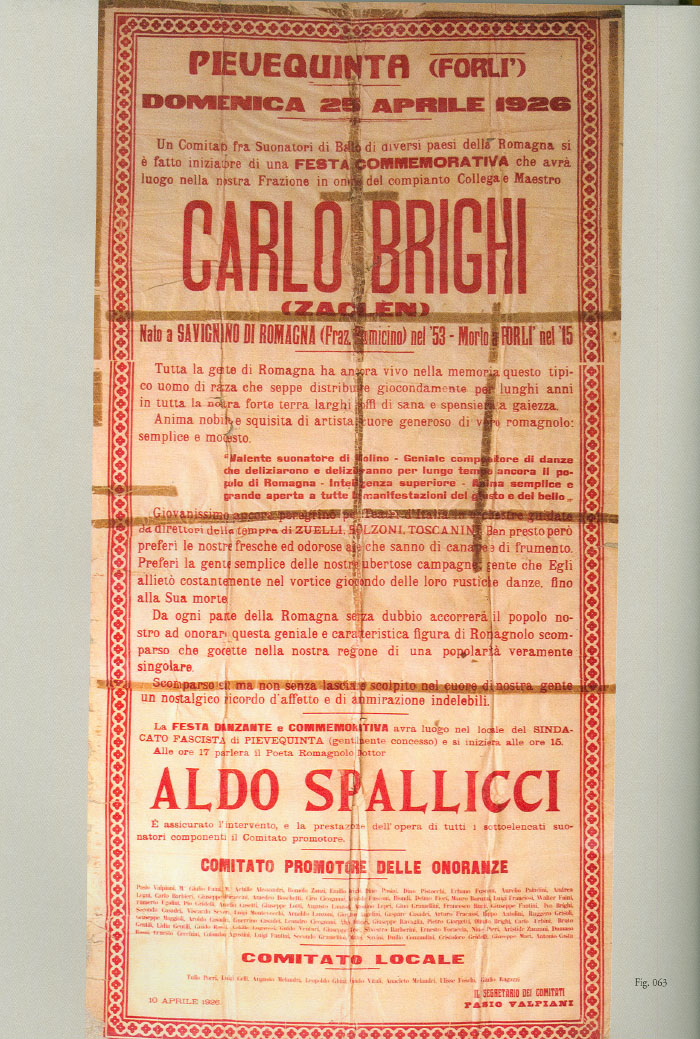
Manifesto della celebrazione commemorativa tenutasi il 25 aprile 1926 in onore di Carlo Brighi. Archivio Casadei Sonora, Savignano sul Rubicone.

Brighi, infatti, si dedicò completamente al nuovo genere: la musica da ballo. Mise in piedi un'orchestra tutta sua e iniziò a girare tutta la Romagna suonando valzer, polche e mazurche. I luoghi in cui si esibiva erano molteplici: i teatri (si ballava nella platea, togliendo le poltrone), i circoli cittadini, i palazzi signorili (dove la sala grande veniva adibita a sala da ballo) e nei caffè-concerto.
La formazione-tipo di Brighi era costituita da: chitarra, clarinetto in do, due violini e contrabbasso.
Agli inizi del Novecento, Brighi introdusse la chitarra, che prese il posto del terzo violino.
Non si conoscono i nomi dei componenti delle prime formazioni di Carlo Brighi. È probabile, comunque, che l'orchestra non avesse una composizione stabile, ma che si formasse a seconda del locale, includendo anche musicisti della città in cui di volta in volta si esibiva. Ai primi del Novecento l'orchestrina, diretta da Carlo Brighi al primo violino, era composta dal figlio Emilio al secondo violino, da Lugaresi di Villalta al clarinetto, dal figlio di quest'ultimo al contrabbasso e da Francesco Bugli alla chitarra.
Dopo aver organizzato un capannone itinerante, chiamato all'origine "E' festival" ("Il festival") poi successivamente "Capannone Brighi", nel 1910 decide di fermarsi a Bellaria, città natale della moglie. Qui inventò quelle che poi si sarebbero chiamate balere. Adattò una parte della sua stessa casa a sala da ballo, cui diede il nome di "Salone Brighi". Specialmente nei pomeriggi domenicali, al Salone affluivano appassionati da ogni parte della Romagna.

Famosissimo rimane il detto: 
(Inizia, Zaclén!)
 usato ancora oggi per incitare i musicisti a cominciare a suonare.

Morì il 2 novembre 1915 a Forlì, dove è sepolto.
La sua orchestra passò al figlio Emilio, che nel 1924 inserì nella propria formazione il giovane violinista Secondo Casadei.

## Attività politica
Meno conosciuta è la sua attività politica. Sin da giovane aderisce alle idee internazionaliste. Amico e seguace di Andrea Costa, ne segue la svolta politica divenendo un esponente di primo piano dei socialisti-rivoluzionari romagnoli. Ed è in questa veste che lo si ritrova nel 1883 al II Congresso del Partito Socialista Rivoluzionario di Romagna e nel luglio 1889 al suo Convegno di Forlì. In seguito passa al Psi e nel 1896 subisce un processo per aver organizzato una riunione non autorizzata con Leonida Bissolati. Con la sua orchestra è sempre presente alle feste di partito.

## Il liscio
Brighi è considerato il fondatore della musica da ballo romagnola. A lui vanno attribuite: l'idea di accelerare i tempi tramite il clarinetto in do, che inserì per primo nelle orchestre di liscio, e l'assegnazione della parte dominante del brano allo stesso clarinetto in do, come principale strumento solista.

## Opere

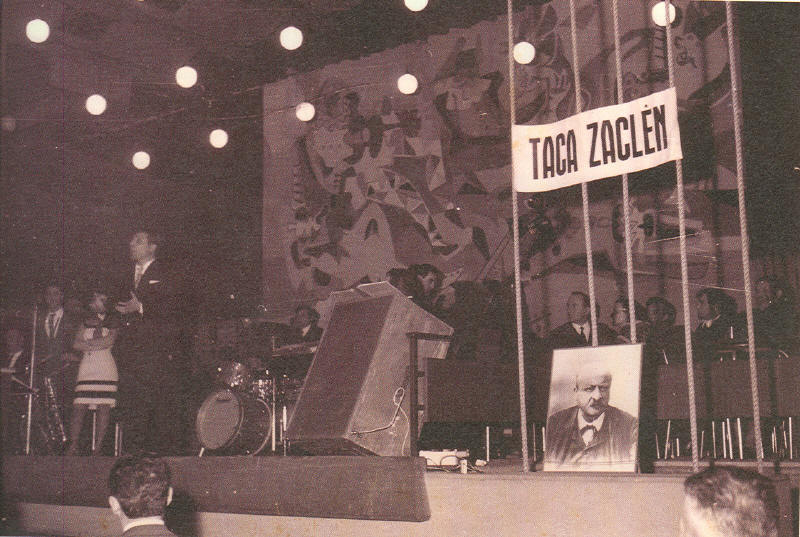
L'Orchestra di Carlo Baiardi in una serata-omaggio a Carlo Brighi. Granarolo Faentino (RA), 1964.

Brighi caratterizzò il valzer, la polka e la mazurca accelerando i tempi tramite il clarinetto in do. Il suo stile fu imitato dai violinisti e direttori d'orchestra che sono venuti dopo di lui.

Nella sua lunga carriera scrisse 1.200 composizioni musicali; di esse se ne sono conservati circa i 3/4. La figlia Angelina ha donato la raccolta alla Biblioteca Comunale di Forlì, che l'ha inserita nel Fondo Piancastelli. Il fondo è strutturato in 21 raccolte di composizioni musicali contenenti 831 manoscritti, datati tra il 1870 e il 1915. Le composizioni sono suddivise in:
- 465 valzer,
- 194 polke,
- 141 mazurke,
- 19 manfrine,
- 10 galoppine,
- 1 saltarello,
- 1 quadriglia.

A Milano nel 1952 furono incisi due dischi 78 giri contenenti quattro composizioni di Carlo Brighi. I musicisti furono Iris Mordenti, cesenate, al primo violino, Mimo Neri al secondo violino e Filiberto Ugolini al clarinetto, riuniti per l'occasione sotto il nome di Orchestra Tipica Romagnola. I brani eseguiti furono: Enzo (valzer), Stella del mare (valzer), Caterina (mazurca) e La prëma viola (valzer).
In tempi recenti la Piccola Orchestra Zaclèn, diretta da Roberto Bartoli, ha pubblicato un CD con 19 danze di Carlo Brighi eseguite sulla base delle partiture originali e con il medesimo organico strumentale dell'Orchestra Zaclen.